# National League 1880
National League 1880 var den femte sæson i baseballligaen National League, og ligaen havde deltagelse af otte hold. Kampene blev spillet i perioden 1. maj – 1. oktober 1880. Mesterskabet blev vundet af Chicago White Stockings, som vandt 67 og tabte 17 kampe, og som dermed vandt National League for anden gang – første gang var i 1876.
Charley Jones fra Boston Red Caps blev den første spiller nogensinde, der slog to home runs i samme kamp. Den 12. juni kastede John Lee Richmond fra Worcester Ruby Legs den første perfect game i Major League-historien, da hans hold på hjemmebane besejrede Cleveland Blues med 1-0. Det var også den første no-hitter kastet af en venstrehåndet pitcher. I oktober bandlyste National League baseballkampe om søndagen og forbød ligeledes salg af øl ved alle kampe. Cincinnati Red Stockings nægtede imidlertid at følge disse regler og blev derfor smidt ud af ligaen af dens formand William Hulbert.

## Resultater
| Plac. | Hold                     | Kampe | Vundne | Uafgj. | Tabte | Proc.  |
| ----- | ------------------------ | ----- | ------ | ------ | ----- | ------ |
| 1.    | Chicago White Stockings  | 86    | 67     | 2      | 17    | 79,8 % |
| 2.    | Providence Grays         | 87    | 52     | 3      | 32    | 61,9 % |
| 3.    | Cleveland Blues          | 85    | 47     | 1      | 37    | 56,0 % |
| 4.    | Troy Trojans             | 83    | 41     | 0      | 42    | 49,4 % |
| 5.    | Worcester Ruby Legs      | 85    | 40     | 2      | 43    | 48,2 % |
| 6.    | Boston Red Caps          | 86    | 40     | 2      | 44    | 47,6 % |
| 7.    | Buffalo Bisons           | 85    | 24     | 3      | 58    | 29,3 % |
| 8.    | Cincinnati Red Stockings | 83    | 21     | 3      | 59    | 26,3 % |